# 제31SS의용척탄병사단
제31SS의용척탄병사단(31. SS-Freiwilligen-Grenadier-Division)은 나치 독일의 무장친위대 사단 중 하나이다. 독일인, 헝가리인, 헝가리계 독일인(대개 바치카 출신) 병력들로 1944년 9월 편성되었다.
1944년 11월까지 헝가리 전선에서 싸우다가 1945년 1월 오스트리아로 보내져 재편되었는데, 당시 각 연대 병력은 2개 대대 뿐이었고 각 중대 병력은 3개 소대 뿐이었다.
슐레지엔에서 제17군에 합류했다가 붉은 군대에 포위되어 1945년 5월 흐라데츠크랄로베 근교에서 항복했다. 항복한 이후 사단원 4,000 명 이상이 체코군과 소련군에게 학살당했다.